# Rittō, Shiga
Rittō (栗東市 Rittō-shi) là một thành phố thuộc tỉnh Shiga, Nhật Bản.